# Економіка Ботсвани
Ботсвана — аграрна країна з гірничою промисловістю, яка розвивається. Основні галузі економіки: гірнича (алмази, мідь, вугілля, сіль, сода, поташ), скотарство, вирощування сорго та кукурудзи. Головний вид транспорту — автомобільний.

## Історія
У 1997—1998 обсяг державних витрат склав бл. 2,3 млрд дол., з них 65 % були направлені на оплату поточних витрат, а інше — на реалізацію планів розвитку країни. З 65 % поточних витрат 23 % були направлені в сферу освіти, 23 % — на розвиток сільського господарства і 10 % — на потреби оборони і безпеку країни.
За середнім прибутком на душу населення Ботсвана займає 2-е місце на африканському континенті після ПАР. Бідна колонія перетворилася в процвітаючу державу завдяки двом чинникам: виявленню в надрах алмазів і умілому керівництву країною. З кінця 1960-х по 1989 в Ботсвані були зафіксовані найвищі в Африці темпи економічного зростання, що досягали в середньому майже 14 % на рік. З початку 1990-х років вони скоротилися — спочатку до 9 %, а потім до 6 %. У 1996—1997 зростання ВВП в перерахунку на душу населення становило майже 7 %.
За даними [Index of Economic Freedom, The Heritage Foundation, U.S.A., 2001]: ВВП — $ 5,6 млрд Темп зростання ВВП — 3,5 %. ВВП на душу населення — $ 3611. Прямі закордонні інвестиції — $ 69,6 млн Імпорт (продовольчі товари і напої, машини і обладнання, енергоустаткування, хімічні товари і вироби з ґуми) — $ 2 млрд (г.ч. країни Півд. Африки — 78 %; ЄС — 8 %; Зімбабве — 6 %). Експорт — $ 2,6 млрд (г.ч. ЄС — 74 %; країни Півд. Африки — 21 %; Зімбабве — 3 %). За вартістю в 1996 частка алмазів в експорті дорівнювала 70 %, автомобілів — 10 %, мідно-нікелевих руд — 5 %, м'яса і м'ясопродуктів — 3 % і тканин — 2 %.

## Промисловість
Структура ВВП у 1996 р: гірничодобувна галузь (33 %), державні відомства і служби (17 %), туристичний і готельний бізнес (17 %), фінансове обслуговування (11 %), будівництво (6 %), обробна промисловість (5 %) і сільське господарство (4 %). В країні активно видобувають алмази, що на початку XXI ст. є провідною гірничодобувною підгалуззю (див. нижче). Панівне положення в обробній промисловості належить м'ясопереробній галузі, що постачає продукцію як в Південну Африку, так і в країни ЄС. У 1995 південнокорейська компанія «Хенде» побудувала в Ботсвані автоскладальний завод, плануючи налагодити експорт продукції в ПАР і інші держави Південноафриканського митного союзу. У 1998 прикладу «Хенде» слідує шведська автомобільна компанія «Вольво».

## Сільське господарство
Існування понад 60 % населення країни залежить від сільськогосподарської продукції, що виробляється. У 1996 частка сільського господарства становила 4 % ВВП. Обсяг сільськогосподарського виробництва обмежений через недостатню кількість осадів і відсутність іригаційних споруд. Для споживання всередині країни вирощується сорго, кукурудза, просо і бобові. Товарні культури представлені бавовником, арахісом і соняшником. Найважливіша галузь сільського господарства — тваринництво.

## Транспорт
Значний прогрес досягнуто в розвитку транспорту Ботсвани. У 1996 загальна протяжність автомобільних доріг становила 18,8 тис. км, в тому числі з твердим покриттям — 4,7 тис. км. У 1998 було завершене будівництво на території Ботсвани 600-км відрізка Транскалахарської автостради, що з'єднує Мозамбік і Намібію. Залізнична служба Зімбабве володіє і експлуатує відрізок залізничного шляху протяжністю 634 км магістралі Мафекінг (ПАР) — Булавайо (Зімбабве), а також 147 км залізничних ліній, що обслуговують гірничодобувні центри. Повітряні перевезення у всі великі міста країни, а також чартерні і ділові рейси здійснює державна компанія «Ейр Ботсвана». Міжнародні аеропорти знаходяться в Габороне, Касане і Маунге.